# 2993 Wendy
2993 Wendy è un asteroide della fascia principale del diametro medio di circa 10,64 km. Scoperto nel 1970, presenta un'orbita caratterizzata da un semiasse maggiore pari a 2,5866705 au e da un'eccentricità di 0,1933509, inclinata di 12,30390° rispetto all'eclittica.
L'asteroide è dedicato all'australiana Wendy Birch, moglie dell'astronomo Peter Birch che lavorava all'osservatorio dove è avvenuta la scoperta.